# Doris Matsui

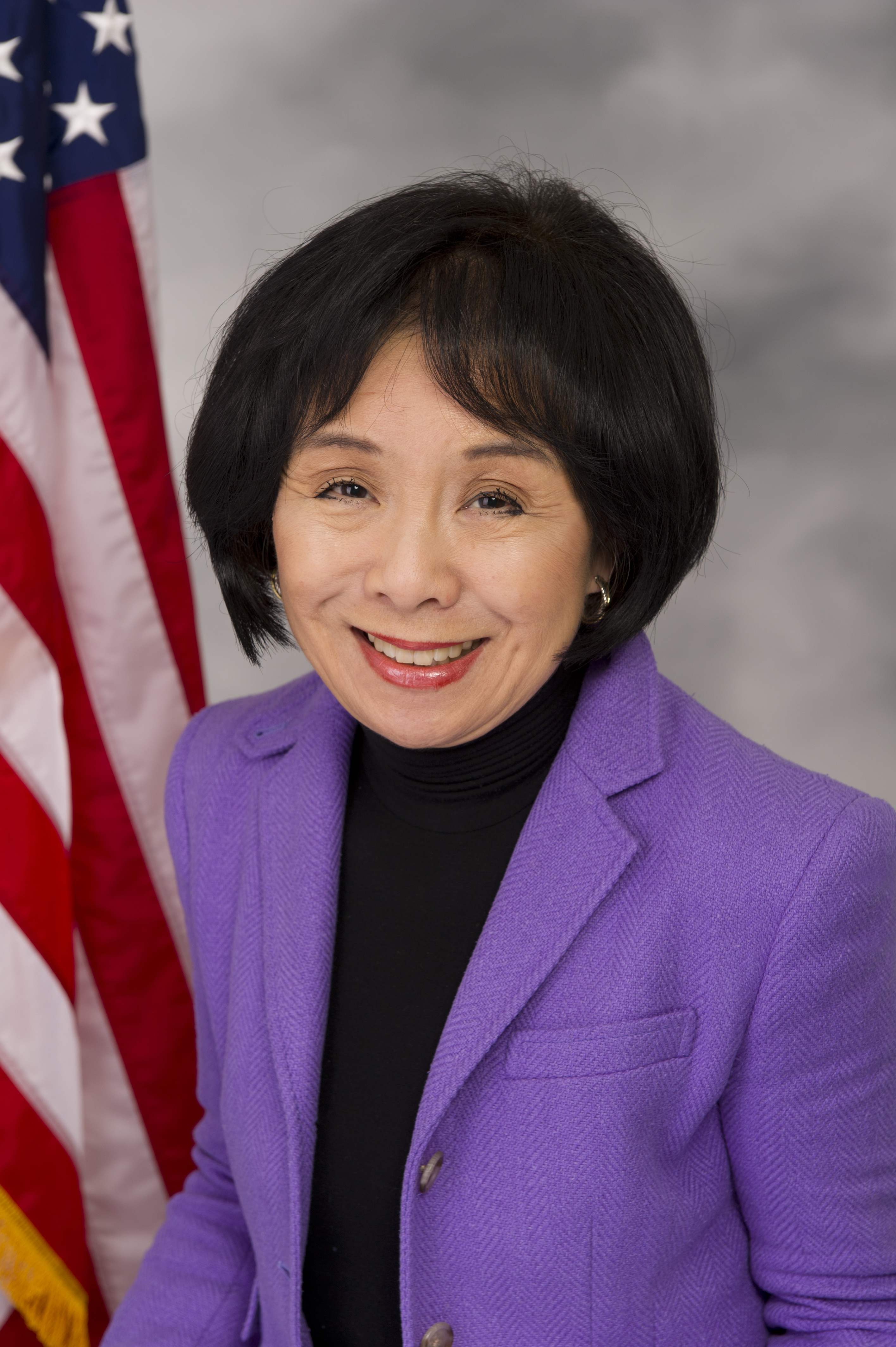
Doris Matsui 2011.

Doris Okada Matsui, född 25 september 1944 i ett interneringsläger för japansk-amerikaner i Poston i Arizona, är en amerikansk demokratisk politiker. Hon representerar delstaten Kaliforniens femte valkrets i USA:s representanthus sedan 2005. Valkretsen omfattar delstatshuvudstaden Sacramento med omgivningar.
Hon avlade sin grundexamen i psykologi vid University of California at Berkeley. Hon träffade sin blivande make Bob Matsui under studietiden. De fick ett barn, Brian.
Bob Matsui var kongressledamot från 1979 fram till sin död. Doris Matsui ställde upp i fyllnadsvalet efter makens död och vann valet. Hon omvaldes till representanthuset i 2006 års val. Två av Doris Matsuis kollegor från Kalifornien, Mary Bono och Lois Capps, har också efterträtt sina framlidna makar. Det samma gäller kongressledamoten Jo Ann Emerson från Missouri.